# Xamiatus rubrifrons
Espèce
Xamiatus rubrifrons est une espèce d'araignées mygalomorphes de la famille des Microstigmatidae.

## Distribution
Cette espèce est endémique du Queensland en Australie. Elle se rencontre dans les monts Conondale et D'Aguilar.

## Description
La carapace du mâle holotype mesure 13,25 mm de long sur 11,20 mm et l'abdomen 11,90 mm de long sur 7,65 mm et la carapace de la femelle paratype mesure 12,55 mm de long sur 10,50 mm et l'abdomen 13,30 mm de long sur 10,38 mm.

## Publication originale
- Raven, 1981 : A review of the Australian genera of the mygalomorph spider subfamily Diplurinae (Dipluridae : Chelicerata). Australian Journal of Zoology, vol. 29, no 3, p. 321-363.